# Turki al-Hamad
Turki al-Hamad (en arabe : تركي الحمد, Turki al-Ḥamad), né le 10 mars 1952 à Al-Karak (Jordanie), est un analyste politique, journaliste et romancier saoudien. Il est surtout connu pour sa trilogie sur l'adolescence de Hisham al-Abir, un jeune Saoudien, dont le premier opus, Adama, fut publié en 1998. Bien qu'interdit en Arabie saoudite, au Bahreïn et au Koweït, 20 000 exemplaires de l'édition arabe de la trilogie - appelée en arabe Atyaf al-Aziqah al-Mahjurah ("Les Fantômes de la Ruelle Déserte") - ont été vendus.
Ses romans explorent les problématiques liées à la sexualité, aux mouvements politiques underground, à la vérité scientifique, au rationalisme, ainsi qu'à la liberté religieuse dans le contexte de la fin des années 1960 et du début des années 1970, une période volatile en Arabie saoudite, prise en sandwich entre la Guerre des Six Jours et la crise du pétrole de 1973. Hamad est cité sur la couverture de l'un de ses romans : « Là où je vis, il y a trois tabous : la religion, la politique et le sexe. Il est interdit d'en parler. J'écris cette trilogie pour faire bouger les choses. ».
En réponse à ses travaux, quatre fatwas furent émises contre lui par les clercs du pays, et il fut désigné comme apostat dans une déclaration d'Al-Qaïda. Il continua néanmoins à vivre à Riyad, considérant les fatwas comme « une nuisance plus qu'autre chose », selon le Daily Star. 

## Biographie
Al-Hamad est né en Jordanie dans une famille de commerçants originaires de la région de Buraydah (Al Qasim) en Arabie Saoudite. La famille déménagea quand il était enfant à Dammam dans une province orientale de l'Arabie Saoudite. Plus tard, il déménage lui-même aux États-unis, où il obtient son Phd à l'université du Sud de la Californie, et revient plus tard à Riyad ou il enseigne la science politique. Il prit sa retraite en 1995 afin écrire à plein temps.

## Ses romans et la réponse
À la suite de la publication de la première des quatre fatwas en 1999, le Prince héritier Abdullah, qui accède au trône d'Arabie Saoudite en août 2005, offre à Al-Hamad des gardes du corps pour sa protection.
Les trois fatwas suivantes furent émises après la publication du troisième volet de la trilogie, Karadib, dans lequel le personnage principal se demande si Dieu et le diable sont la même chose, ce que les clercs considèrent comme une hérésie. En conséquence, il reçut des menaces du mutaween par e-mail, et fut accusé d'apostasie par al-Qaïda. Une fatwa fut annulée en 2003 par le Cheikh Ali Al-Khudair, un érudit saoudien connu. Karadib sera publié en anglais en 2006.
Le plus récent roman d'Al-Hamad, Le vent du Paradis, se concentre sur les attentats du 11 septembre 2001 et sera publié en arabe en 2005. Il fut décrit comme une « esquisse déguisée de la vie de quatre des pirates de l'air ». 

Il a d'ailleurs décrit le 11-Septembre comme étant « la conséquence d'une maladie chronique de la psyché Arabe », une « culture de l'illusion » : 
C'est une illusion, quand nous pensons que tout le monde est contre nous, et une illusion quand nous imaginons qu'il n'y aura pas d'existence pour nous sans la perte des autres. C'est une illusion quand nous avons croyons devoir obtenir le meilleur pour nous-mêmes ou mourir. Selon cette logique, soit nous possédons toute la pluie soit nous laissons la pluie s'arrêter quand nous avons soif. C'est aussi une illusion, si nous pensons que le passé est la voie de l'avenir et c'est une illusion, si nous pensons que le monde ne sera pas en mesure de survivre sans nous; pour cette raison, ils sont en concurrence les uns contre les autres pour nous exploiter comme des hyènes qui luttent pour leurs proies. La grande illusion, c'est que nous sommes les anges de Dieu sur Sa terre et que tout le reste du monde sont des démons.

## Arrestation
Al-Hamad fut arrêté le 24 décembre 2012 après une série de tweets au sujet de la religion. L'arrestation fut ordonnée par le ministre de l'Intérieur saoudien, le prince Mohammed ben Nayef Al Saoud. Cependant, les charges pesant contre Al-Hamad ne furent pas annoncées.

## Sources
- "Triumphant Trilogy", by Malu Halasa, Time Magazine, January 17, 2005
- « "Have we learned a lot from 11 September's lesson?" »(Archive.org • Wikiwix • Archive.is • Google • Que faire ?), 26 juillet 2008 by Turki al-Hamad, Arab News, September 15, 2003
- « "Turki Al-Hamad's not-so-explosive trilogy" »(Archive.org • Wikiwix • Archive.is • Google • Que faire ?) by Kaelen Wilson-Goldie, The Daily Star, January 13, 2005
- [/issues/20031128/feat6en.htm "Sheikh Nasser Ibn Hamad al-Fahd withdraws several fatwas ..."], Ain al-Yaqeen, November 28, 2003
- « "Saudi Reformers: Seeking Rights, Paying a Price" »(Archive.org • Wikiwix • Archive.is • Google • Que faire ?) by Neil MacFarquhar, Middle East Transpart, June 12, 2005
- "Lifting the veil" by James Buchan, The Guardian, November 13, 2004